# M95 (galaxie)
Pour les articles homonymes, voir M95.
M95 (NGC 3351) est une galaxie spirale barrée relativement rapprochée et située dans la constellation du Lion. NGC 3351 a été découverte par l'astronome français Pierre Méchain le 20 mars 1781. Charles Messier a observé cette galaxie quatre jours plus tard et il l'a inscrite à son catalogue.

## Caractéristiques
La classe de luminosité de M95 est II et elle présente une large raie HI. Elle renferme également des régions d'hydrogène ionisé. De plus, M95 est une galaxie à sursaut de formation d'étoiles.

### Distance
Sa vitesse par rapport au fond diffus cosmologique est de 1 128 ± 24 km/s, ce qui correspond à une distance de Hubble de 16,63 ± 1,22 Mpc (∼54,2 millions d'al).
À ce jour, 62 mesures non basées sur le décalage vers le rouge (redshift) donnent une distance de 9,940 ± 1,135 Mpc (∼32,4 millions d'al), ce qui est à l'extérieur des valeurs de la distance de Hubble. Étant donné que cette galaxie est assez près du Groupe local, la valeur obtenue de ces mesures est sans doute plus près de la distance qui nous sépare de cette galaxie.

### Luminosité dans l'infrarouge
La luminosité de la galaxie M95 (NGC 3351) dans l'infrarouge lointain (de 40 à 400 µm)  est égale à 5,25 × 109 {\displaystyle L_{\odot }} (109,72{\displaystyle L_{\odot }}) et sa luminosité totale dans l'infrarouge (de 8 à 1 000 µm) est de 6,76 × 109 {\displaystyle L_{\odot }} (109,83{\displaystyle L_{\odot }}).

## Morphologie
M95 (NGC 3351) a été utilisée par Gérard de Vaucouleurs comme une galaxie de type morphologique SA(rs)bc dans son atlas des galaxies,.

### Un disque entourant le noyau
Grâce aux observations du télescope spatial Hubble, on a détecté un disque de formation d'étoiles autour du noyau de M95. La taille de son demi-grand axe est estimée à 410 pc (~1 335 années-lumière).

## Trou noir supermassif
Selon une étude publiée en 2009 et basée sur la vitesse interne de la galaxie mesurée par le télescope spatial Hubble, la masse du trou noir supermassif au centre de M95 serait comprise entre 1,9 et 6,4 millions de {\displaystyle M_{\odot }}.
Selon une autre étude publiée en 2006 et basée sur les mesures de luminosité de la bande K de l'infrarouge proche du bulbe de NGC 3430, on obtient une valeur de 107,1 {\displaystyle M_{\odot }} (13 millions de masses solaires) pour le trou noir supermassif qui s'y trouve.

## Supernova SN 2012aw

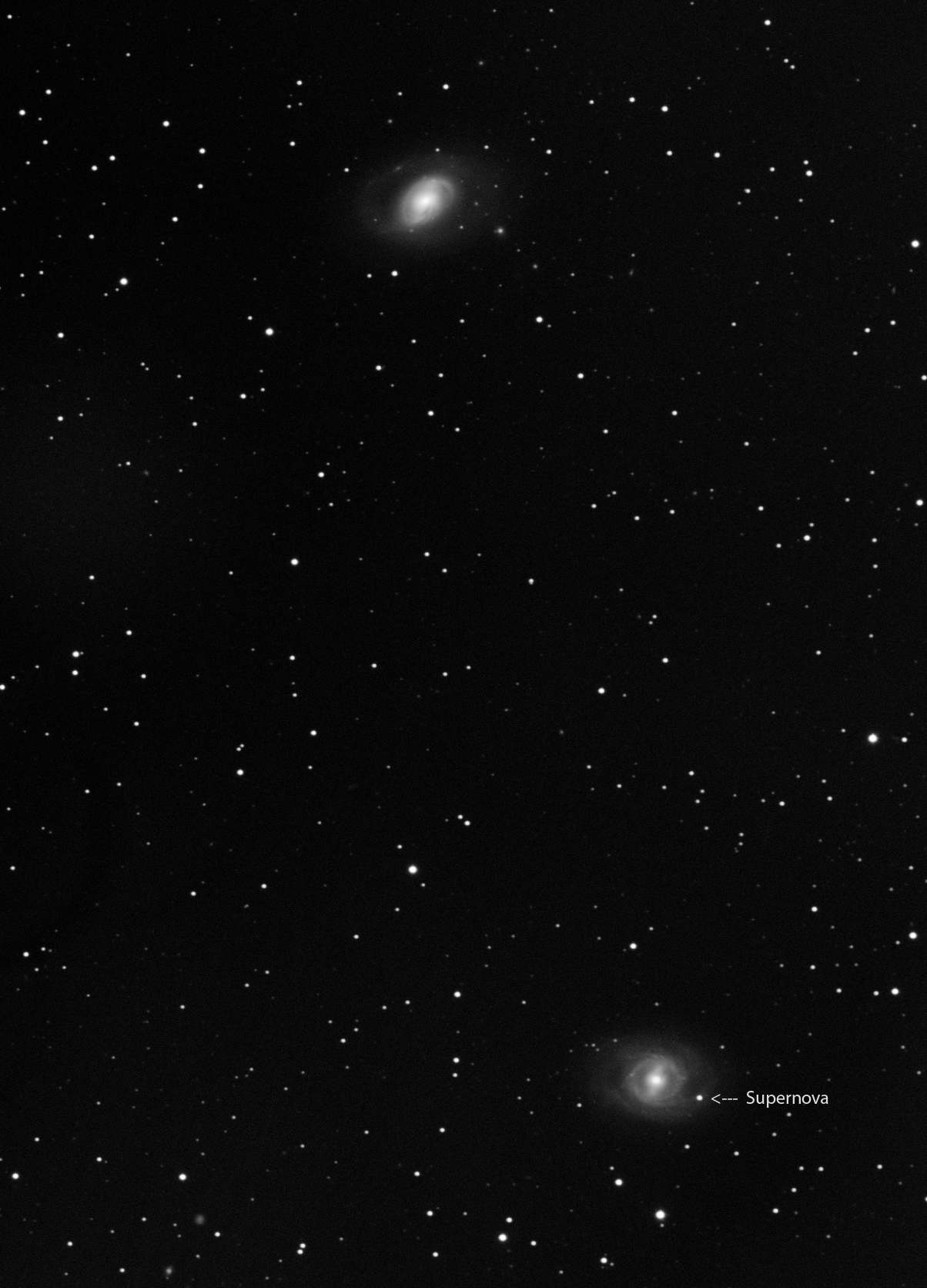
La supernova 2012aw dans M95.

La supernova à effondrement de cœur (type II) SN 2012aw a été découverte dans M95 le 16 mars 2012 par Paolo Fagotti et Jure Skvarc. La courbe de lumière de SN 2012aw présentait un plateau important après 27 jours, ce qui la classifiait comme une supernova de type II-P. La disparition de l'étoile à l'origine de la supernova a été confirmée par des observations dans le domaine de l'infrarouge proche. La comparaison de la luminosité observée avec le modèle de l'évolution stellaire a permis de déterminer que cette étoiles était une géante rouge dont la masse était de 12,5 ± 1,5 {\displaystyle M_{\odot }}.

## M95, une galaxie dugroupe de M96
La galaxie M95 fait partie du groupe de M96 (NGC 3368). Ce groupe de galaxies, aussi appelé par certains groupe du Lion I, contient au moins 12 galaxies dont NGC 3299, M96 (NGC 3368), NGC 3377, M105 (NGC 3379), NGC 3384, NGC 3412 et NGC 3489. Le groupe de M96 est en réalité l'un des deux sous-groupes du groupe du Lion I. L'autre sous-groupe est le triplet du Lion constitué des galaxies M65 (NGC 3623), M66 (NGC 3627) et NGC 3628. Le groupe du Lion I est l'un des nombreux groupes du superamas de la Vierge.

## Galerie

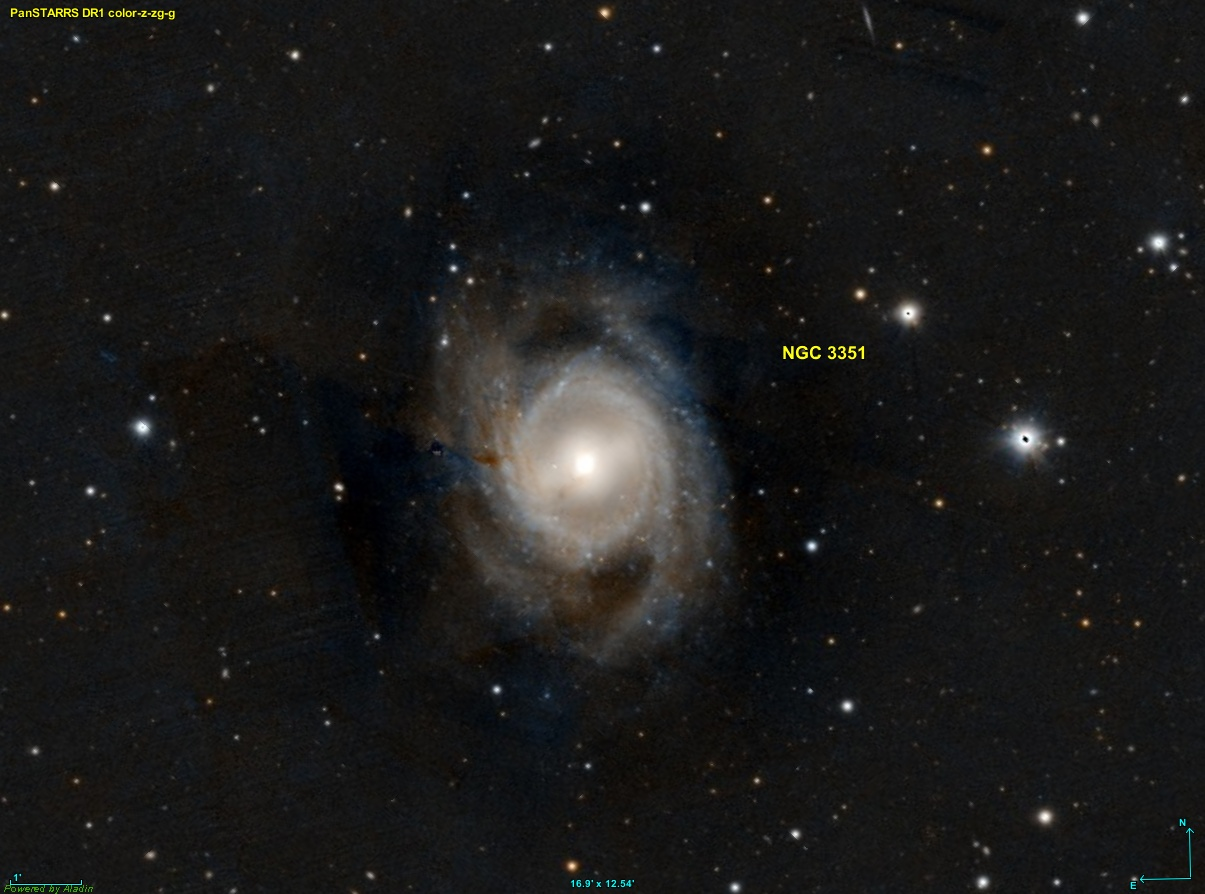
M95 dans le visible par le programme Pan-STARRS.
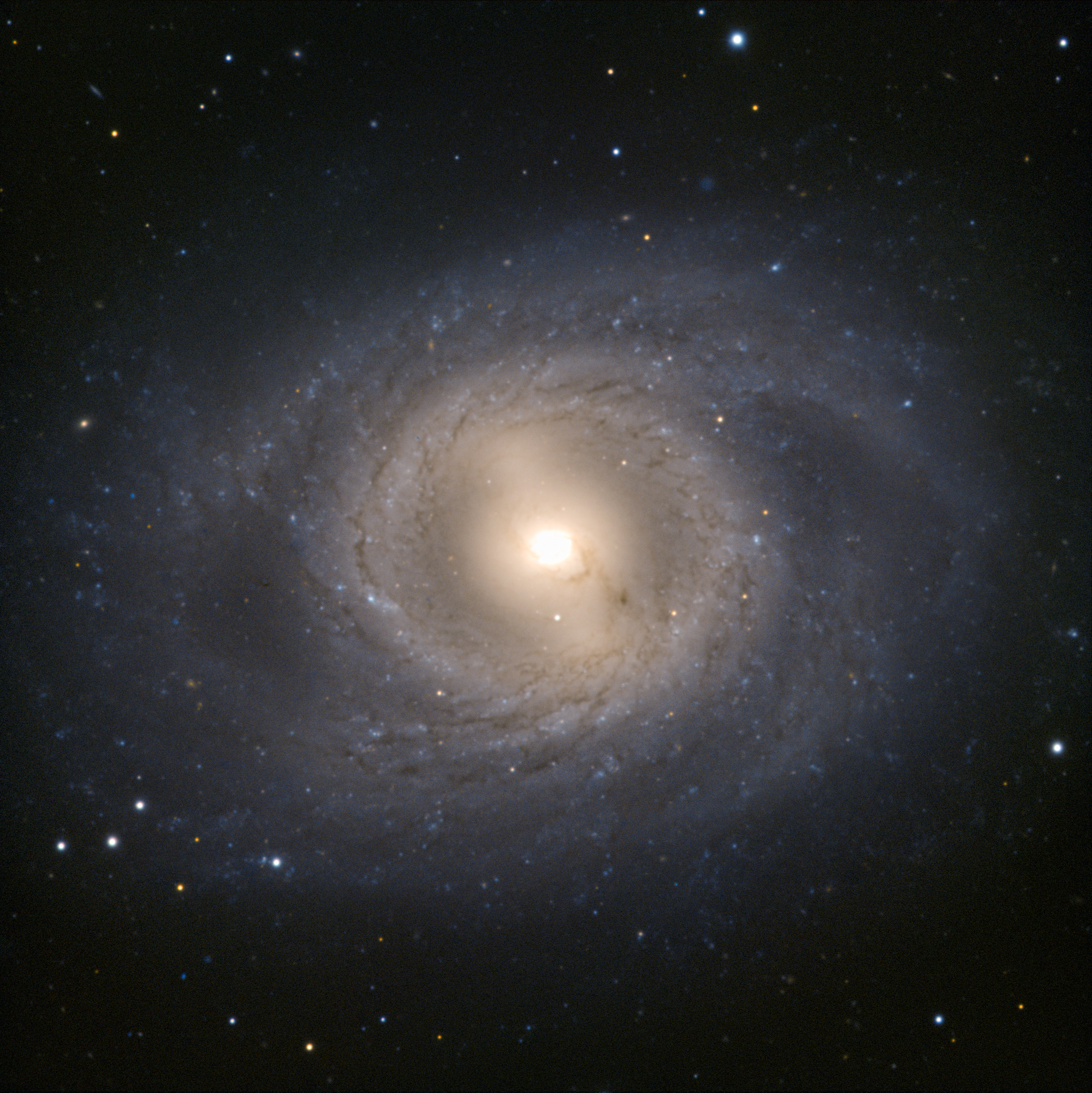
Image de M95 captée par le Very Large Telescope de l'Observatoire européen austral.
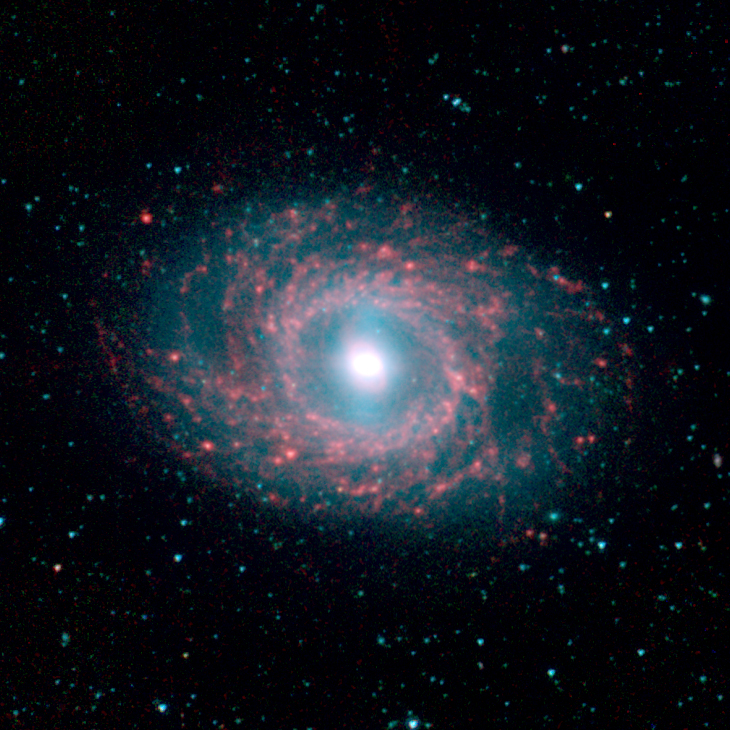
M95 dans le domaine de l'infrarouge par télescope spatial Spitzer.
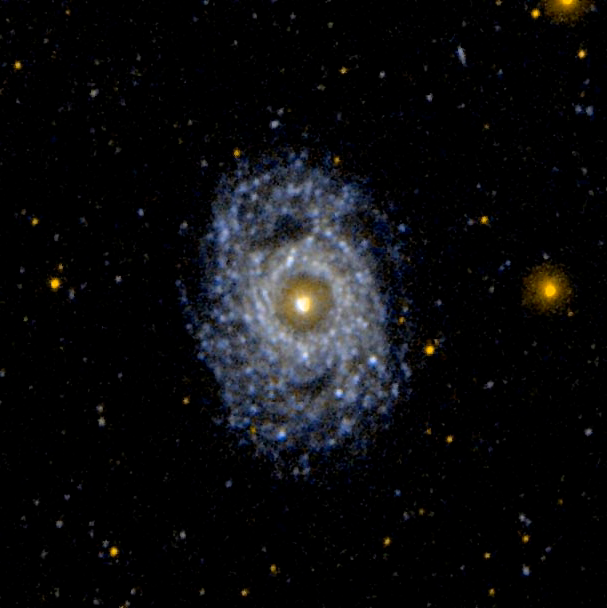
M95 dans le domaine de l'ultraviolet par le télescope spatial GALEX.
Gros plan sur M95 par le télescope spatial Hubble.